# Kaczy Dziób
Kaczy Dziób (2192 m n.p.m.) – turniczka wznosząca się w Pustej Grani oddzielającej Dolinę Ciężką od Doliny Kaczej w słowackich Tatrach Wysokich. W grani tej między północno-wschodnim końcem Galerii Gankowej a Przełączką pod Kaczą Turnią jest kilka turniczek i stromych uskoków. Najwybitniejszy jest Kaczy Dziób wznoszący się po południowej stronie tej przełączki i od górnej części grani oddzielony Kaczą Szczerbiną.
Kaczy Dziób ma dwa wierzchołki o tej samej wysokości. Pomiędzy nimi jest wcięta w grań na dwa metry szczerbina. Wierzchołek północny to kilkumetrowej długości koń skalny, południowy to wąska płetwa, w której niedawno nastąpił obryw. Ku południowemu wschodowi z Kaczego Dziobu opada strome żebro rozdzielające dwie odnogi Rynny Szczepańskich. Jest ono ważne dla taterników, gdyż prowadzi przez nie perć na Galerię Gankową. W dolnej części żebra wznosi się wybitna turniczka zbudowana z ciemnych skał. Po obydwu stronach tego żebra w Rynnie Szczepańskich zaklinowane wielkie skały utworzyły przewieszone nyże.
Przez Kaczy Dziób prowadzi droga wspinaczkowa Ściśle północną granią. Pierwsze przejście: Alfred Grosz i Imre Teschler 31 sierpnia 1913 r. Nie wiadomo jednak, jak ściśle szli granią i czy zdobyli Kaczy Dziób. Pierwsze pewne przejście ściśle granią (a więc także zdobycie Kaczego Dziobu): Rafał Kubacki i Kazimierz Liszka 2 września 2009 r. Ocenili trudność miejscami na III w skali tatrzańskiej. Prawdopodobnie ściśle granią chodzono także wcześniej, ale brak o tym informacji.
Nazwę turniczce nadał Władysław Cywiński w 16. tomie przewodnika Tatry. Przewodnik szczegółowy. Ganek. Podaje, że podobnie jak inne utworzone przez siebie nazwy, konsultował ją z gronem najbliższych taterników. Nazwą nawiązał do Doliny Kaczej i kształtu turni, która z pewnych miejsc wygląda jak rozwarty dziób ptaka.

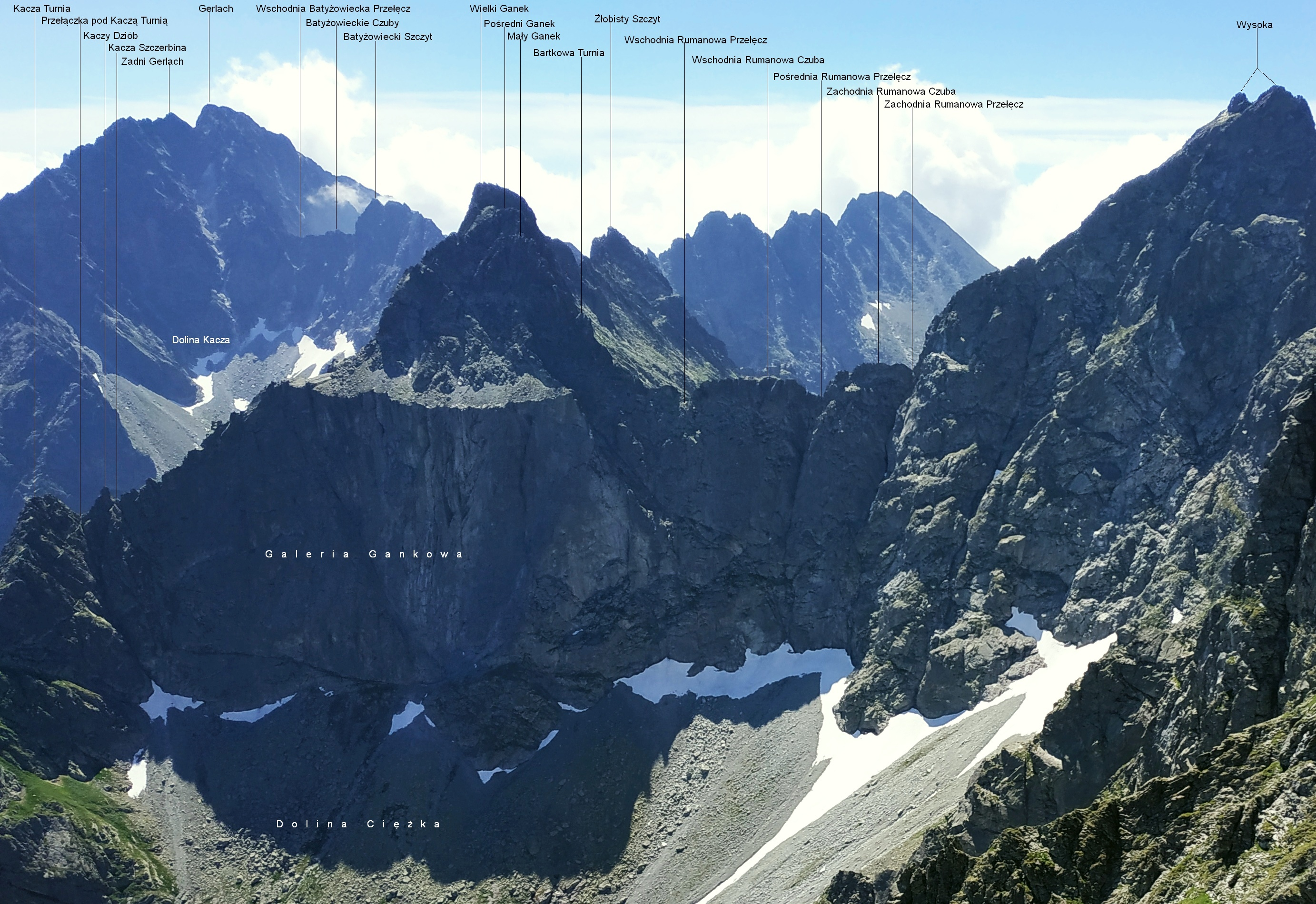
Widok z Niżych Rysów
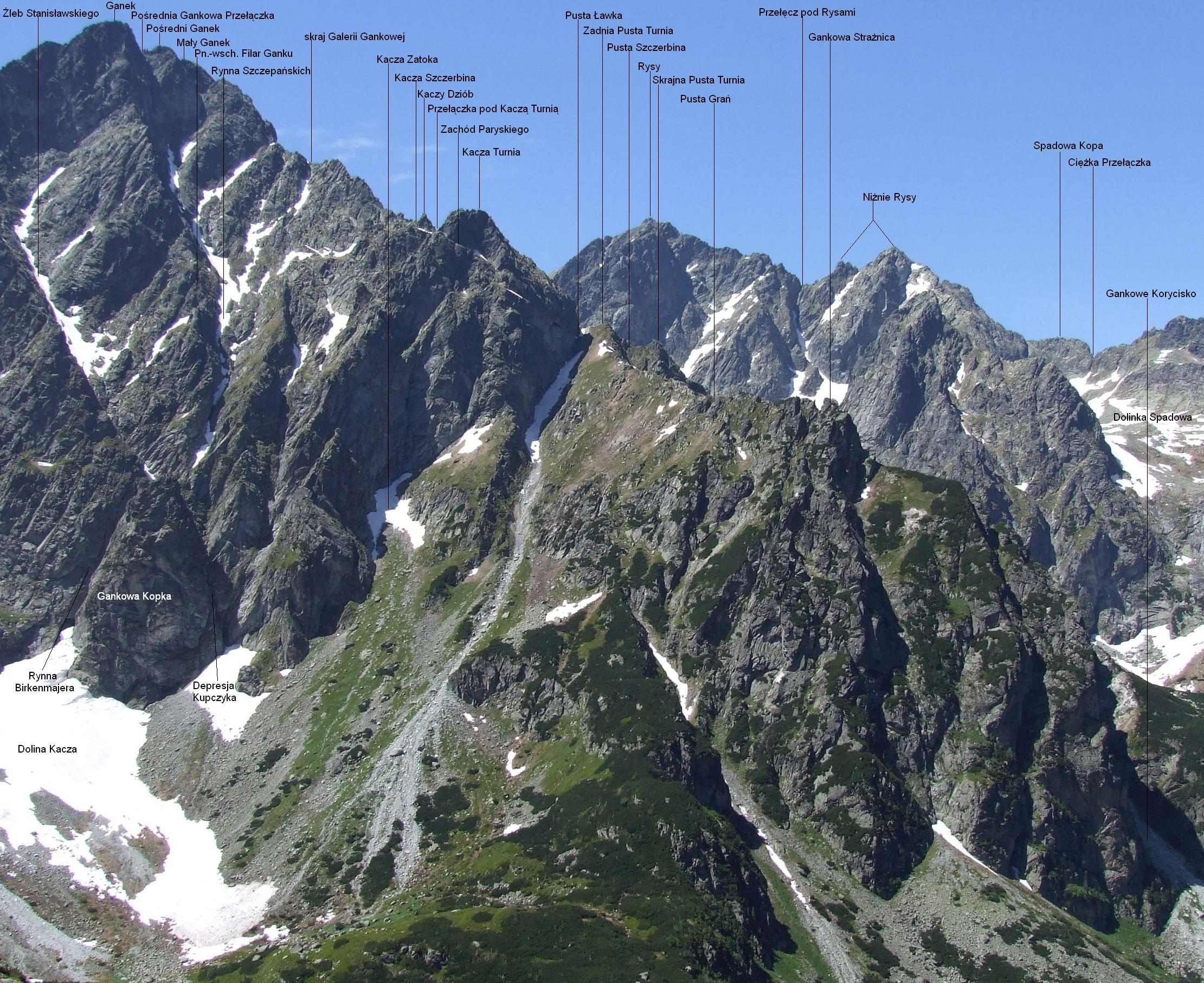
Widok z Doliny Litworowej
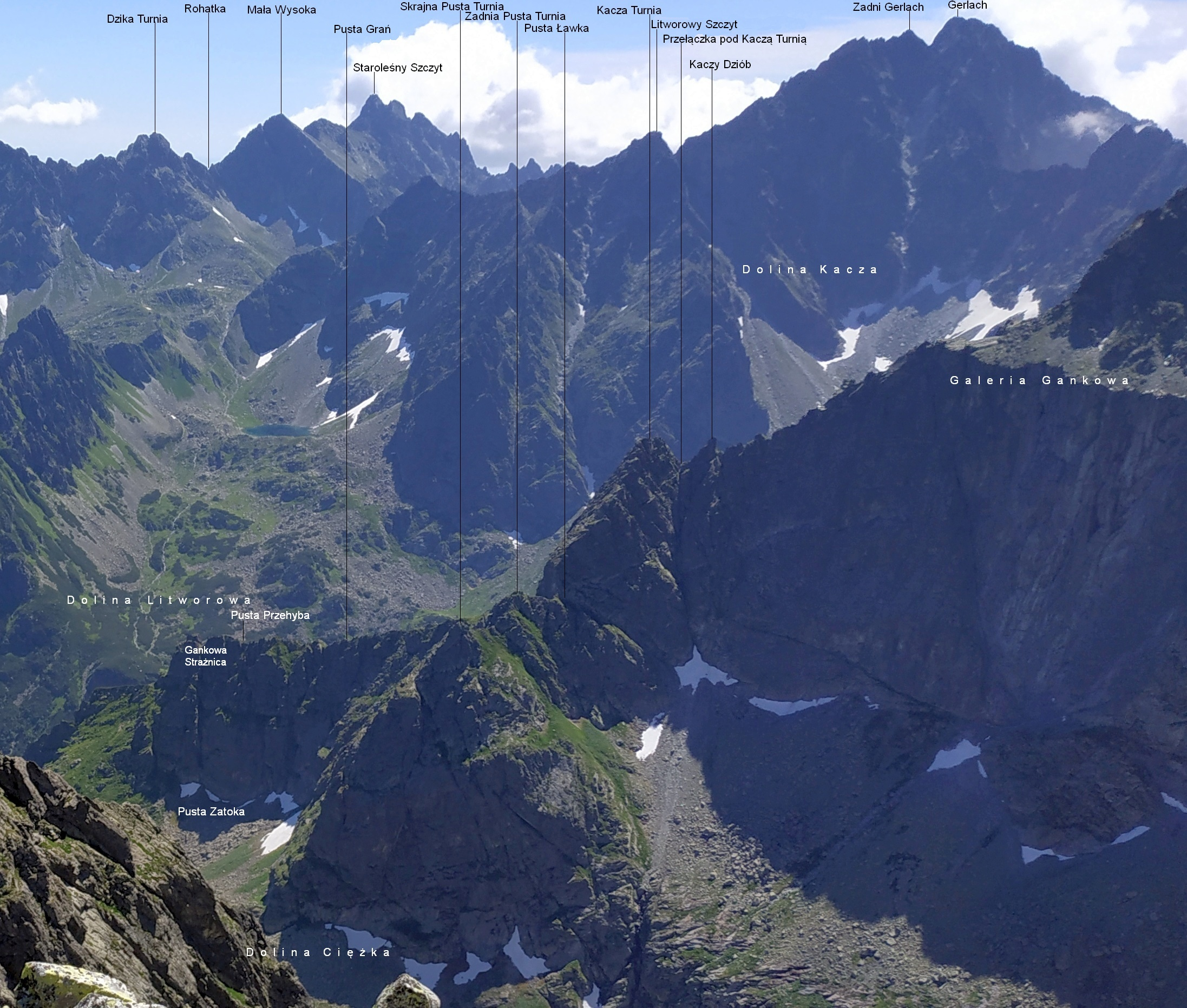
Widok z północnej grani Rysów